# Noharre
Noharre es una localidad española del municipio de Nava de Arévalo, perteneciente a la provincia de Ávila, en la comunidad autónoma de Castilla y León. En 2023 contaba con 42 habitantes.

## Geografía
Es un anejo de Nava de Arévalo junto con Magazos, Vinaderos y Palacios Rubios. 

## Historia
No está determinado su origen pero se piensa que fue un buen lugar de emplazamiento para agricultores y ganaderos.[cita requerida]
Según el censo de 1842 Noharre, por entonces un municipio, tenía una población de derecho de 70 habitantes.
El lugar aparece descrito en el decimosegundo volumen del Diccionario geográfico-estadístico-histórico de España y sus posesiones de Ultramar de Pascual Madoz de la siguiente manera:

NOHARRE: l. con ayunt. de la prov. y dióc. de Avila (8 leg.), part. jud. de Arévalo (1 1/2), aud. terr. de Madrid (19), c. g. de Castilla la Vieja (Valladolid 12). sit. en terreno llano, le combaten todos los vientos, y su clima es propenso á tercianas: tiene 8 casas inclusa la del ayuntamiento y una igl. parr. (San Pedro Apóstol) aneja de la de Magazos, cuyo párroco la sirve: el cementerio está en paraje que no ofende la salud pública, y los vec. se surten de aguas para sus usos de una fuente, haciéndolo para el de los ganados bien de pozos ó bien de una laguna que hay inmediata al pueblo. El térm.: confina N. Magazos y Vinaderos; E. Espinosa de los Caballeros; S. San Vicente de Arévalo, y O. Don Gimeno. Comprende algun viñedo, muchos y buenos prados que casi circuyen la pobl., y 480 fan. de tierra cultivada y 30 incultas: de las cultivadas 80 son de primera suerte, 170 de segunda y 230 de tercera. El terreno en lo general es llano y algun tanto pantanoso, en parte miga y en parte árido. caminos: los que dirigen a los pueblos limitrofes en mediano estado. El correo se recibe en la cab. del part. prod.: trigo, cebada, centeno, vino, algarrobas, garbanzos y algunas legumbres: mantiene ganado lanar y vacuno y cría caza de liebres, perdices y algun lobo. ind. la agricola. El comercio está reducido á la esportacion de los frutos sobrantes para los mercados de Arévalo, en cuyo punto se surten de todo lo necesario. pobl.: 6 vec. 19 alm. cap. prod.: 92,500 rs. imp.: 3,700. contr.: 1,224,8 mrs.
(Madoz, 1849, p. 178)

En el censo de 1857 el municipio ya había desaparecido y la localidad estaba incorporada al municipio de Nava de Arévalo.

## Patrimonio
En la localidad hay una iglesia bajo la advocación de San Pedro Apóstol.